# لورانس ويلزي
لورانس ويلزي (بالإنجليزية: Lawrence Harold Welsh)‏ هو كاهن كاثوليكي وقسيس أمريكي، ولد في 1 فبراير 1935، وتوفي في 13 يناير 1999 في سانت بول في الولايات المتحدة.